# الأشباه والنظائر في قواعد وفروع فقه الشافعية

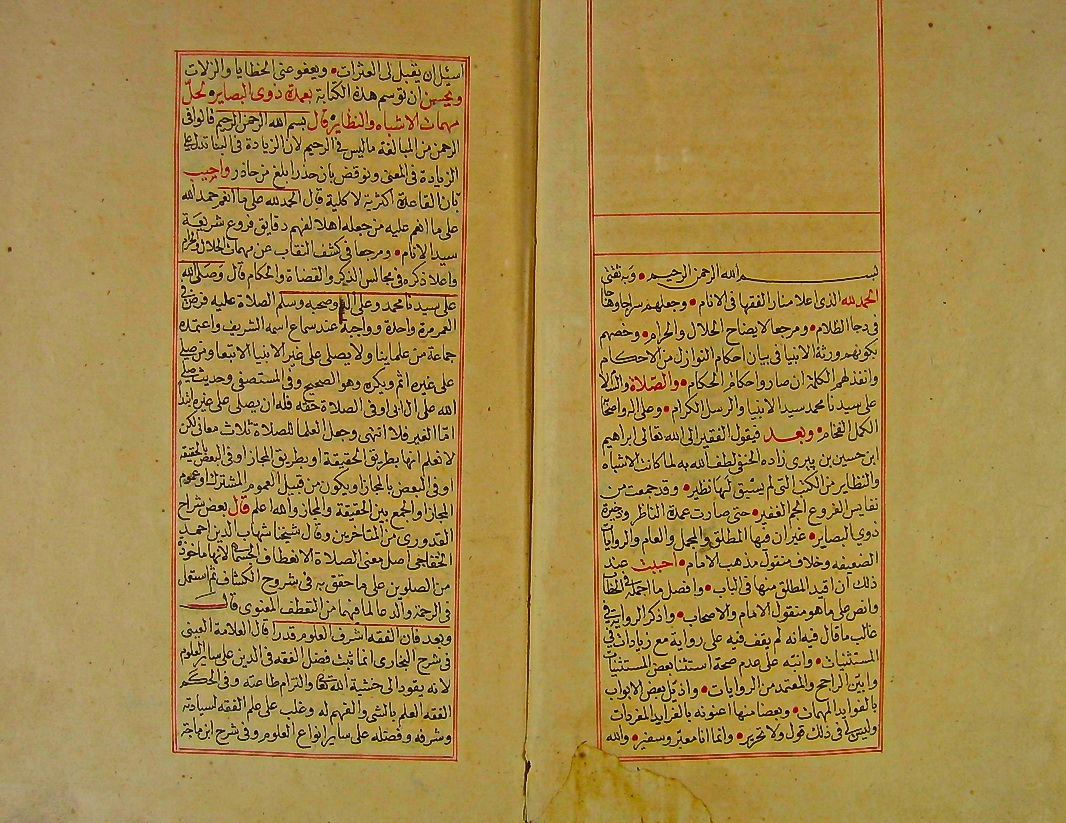
صفحتي الافتتاحية من حاشية إبراهيم بن حسين البيري على الأشباه والنظائر وهي «عمدة ذوي البصائر بحل مهمات الأشباه والنظائر»، مخطوطة كتبها عبد الله المقري المصري عام 1159 هـ/ 1746م.

الأشباه والنظائر وهو كتاب كبير في الفقه على المذهب الشافعي، يعد من أشهر كتب الفقه عند العلماء ودارسي الفقه، ألفه الحافظ جلال الدين السيوطي (849-911)، يجمع الكتاب بين القواعد الفقهية وبين الفروع والمسائل الجزئية، ويحتوي في عمومه على ما لم يحتو عليه غيره من الكتب، وقد اشتمل الكتاب على سبعة فنون.
والمقصود من الأشباه فهي الفروع الفقهية التي أشبه بعضها بعضًا في حكمه، أما النظائر فما كان فيها أدنى شبه لكن فيها أوصاف تمنع إلحاقها بما يشببها في الحكم.

## مضمون الكتاب
وزع السيوطي كتابه على كتبٍ عدة:
1. الكتاب الأول: وفيه شرح القواعد الخمس التي ترجع جميع مسائل الفقه إليها: وفيه خمس قواعد.
2. الكتاب الثاني: في قواعد كلية يتخرج عليها مالا ينحصر من الصور الجزئية: وفيه 40 قاعدة.
3. الكتاب الثالث: في القواعد المختلف فيها، ولا يطلق الترجيح لاختلافه في الفروع: وفيه عشرون قاعدة.
4. الكتاب الرابع: في أحكام يكثر دورها ويقبح بالفقيه جهلها.
5. الكتاب الخامس: في نظائر الأبواب.
6. الكتاب السادس: أبواب متشابهة وما افترقت فيه.

## منهج السيوطي في الكتاب
استخدم السيوطي منهجًا مميزًا في كتابه هذا، يتناسب مع موضوع الكتاب، وأهم قواعد طريقته فيه:
1. أحال الفقه إلى 5 قواعد، تدور حولها الأحكام الشرعية. وهي: الأولى: الأمور بمقاصدها، والثانية: اليقين لا يزول بالشك، والثالثة: المشقة تجلب التيسير، والرابعة: الضرر يزال، والخامسة: العادة محكمة.
2. استفاد من كتب الأصوليين والفروعيين، فنقل عنهم كثيرًا ليكون كتابه شاملًا، فكان كتابه مليئًا بأسماء فقهاء المذهب الشافعي.
3. كان مهتمًا كثيرًا في كتابه بالأحاجي الفقهية، ونظم المسائل المختلفة، والأشعار أيضًا، وذلك لتسهيل حفظ فوائد الكتاب.
4. جمع عددًا كبيرًا من القواعد العامة التي يندرج تحتها صور خاصة لا حصر لها، مثل قاعدة الاجتهاد لا ينقض بالاجتهاد.
5. أدرج قواعد مختلف فيها، وذلك لاختلاف صور الفروع، ومنها «فرض الكفاية يتعين بالشروع أو لا؟»
6. كان مهتمًا في كتابه بإعداد الفقيه إعدادًا شموليًا، فأدرج كتابًا عن أحكام هامة متكررة يجب على كل فقيه معرفتها، تناول فيها قضايا وأبوابًا مختلفةً في الفقه.
7. كان حريصًا على تعليم الفقيه الفروق الدقيقة في الألفاظ وما يترتب عليها من اختلاف الأحكام، كالفرق بين المس واللمس، وبين القضاء والحسبة، والحيض والنفاس.
8. اعتمد السيوطي في تأصيل قواعده على 3 أسس:[4]

- القرآن الكريم: ومنه استشهاده على قاعدة «الإيثار في القرب مكروه، وفي غيره محبوب» بالآية ﴿وَالَّذِينَ تَبَوَّءُوا الدَّارَ وَالْإِيمَانَ مِنْ قَبْلِهِمْ يُحِبُّونَ مَنْ هَاجَرَ إِلَيْهِمْ وَلَا يَجِدُونَ فِي صُدُورِهِمْ حَاجَةً مِمَّا أُوتُوا وَيُؤْثِرُونَ عَلَى أَنْفُسِهِمْ وَلَوْ كَانَ بِهِمْ خَصَاصَةٌ وَمَنْ يُوقَ شُحَّ نَفْسِهِ فَأُولَئِكَ هُمُ الْمُفْلِحُونَ ۝٩﴾ [الحشر:9].
- الحديث الشريف: ومن ذلك استشهاده على قاعدة «الحدود تسقط بالشبهات» بحديث عن أبي هريرة أن النبي ﷺ قال: ((ادفعوا الحدود ما استطعتم)).
- أقوال الصحابة: ومن الأمثلة على ذلك قاعدة «الاجتهاد لا يُنقض بالاجتهاد» حيث استدل السيوطي على ذلك بما نقله ابن الصباغ وأن أبا بكر حكم في مسائل خالفه فيها عمر بن الخطاب، ولم ينقض حكمه.
وقد أخذ من أقوال الفقهاء الكثير.

## انتقادات على الكتاب
الانتقادات على الكتاب يمكن أن تعد مزايا له، وذلك حسب غاية القارئ منه، وهي:
1. طوله: فطلاب العلم حاليًا ليس لهم جلد على الكتب الطويلة.
2. الاستطراد: والاستطراد يخرج القارئ عن الموضوع، بينما ميزته هي إضافة فوائد ومنافع أخرى للقارئ.
3. التكلّف في التفريع على بعض القواعد.
4. الخروج عن القواعد أحيانًا: فمثلًا في الكتاب الرابع عندما ذكر الأحكام التي يكثر وقوعها ويقبح بالفقيه جهلها قال عنها «لكنها في عامتها مباحث فقهية محلها كتب الفقه».

## كتب تحت نفس العنوان
يختلط على بعض الناس اسم الأشباه والنظائر مع كتب كثيرة، بعضها في النحو (ومؤلفه السيوطي أيضًا) وبعضها في المذهب الحنفي. ولكن هنالك كُتب تحت نفس الاسم للفقه وفي المذهب الشافعي، ومنها:
- الأشباه والنظائر لابن الوكيل (المتوفى سنة 716 هـ).
- الأشباه والنظائر للسبكي (المتوفى سنة 771 هـ).
- الأشباه والنظائر للأسنوي (المتوفى سنة 772 هـ).
- الأشباه والنظائر لابن الملقن (المتوفى سنة 804 هـ).